# 김수영문학관
김수영문학관(金洙暎文學館)은 시인 김수영(1921 ~ 1968)을 기리면서 그의 시문(詩文) 및 시학(詩學)과 업적을 기리는 서울특별시 도봉구 공립문학관이다. 2013년 11월 27일에 개장하였으며 서울특별시 도봉구청에서 관장한다.

## 소개
서울 도봉구에 거주하였던 시인 김수영의 시문 및 시학의 세계와 그의 작품들을 주제로 업적을 기리기위해 서울특별시 도봉구청에서 도봉구 공립문학관으로 설립하였다. 도봉구에는 그가 생전에 살았던 생가와 김수영 시인의 묘소가 있으며 서울 도봉구청이 도봉구에서 작품활동을 하였던 김수영 시인의 시문 및 시학과 업적을 기리기위해 현재의 해동로 32길에 설립하였으며 도봉구립 작은도서관과 강당이 함께 사용되고 있다.  
전시관에는 김수영 시인이 생전에 썼던 육필 시문 원고본과 시집 및 외국문학 번역서 등 저작물 그리고 김수영 시인의 서재와 김수영 시인의 흉상이 전시되어 있다.  
김수영문학관 근교에는 서울 연산군묘와 간송 전형필이 살았던 간송옛집, 조선왕조 임금 세종의 차녀인 정의공주의 묘가 있다.  

## 시설현황
- 1층 : 제1전시실
- 2층 : 제2전시실
- 3층 : 도봉구립 작은도서관
- 4층 : 강당
- 5층 : 옥외휴게실

## 전시현황
- 김수영 시인의 육필 시문 원고본 보존 전시
- 김수영 시인이 사용하였던 서재 내부 전시
- 김수영 시인이 저작한 시집 및 산문책과 외국문학 번역본 전시
- 김수영 시인의 연대기 전시
- 김수영 시인의 흉상 전시
- 김수영 시인 독사진과 가족사진 및 지인사진 전시

## 관람시간
- 오전 9시 ~ 오후 5시 40분까지 (매주 월요일, 명절 당일 휴관)

## 같이 보기
- 김수영